# 南皮県
南皮県（なんひ-けん）は、中華人民共和国河北省滄州市に位置する県。

## 歴史
秦代に設置された。県治は当初県東北部の古城村に設置されたが、南北朝時代、東魏により現在の南皮鎮に遷された。
1949年に中華人民共和国が成立すると山東省の管轄とされたが、1952年に河北省に移管され現在に至る。

## 行政区画
- 鎮:南皮鎮、馮家口鎮、寨子鎮、鮑官屯鎮、王寺鎮、烏馬営鎮、潞灌鎮
- 郷:大浪淀郷、劉八里郷